# Phyllomys pattoni
Espèce
Statut de conservation UICN

 LC  : Préoccupation mineure
Phyllomys pattoni est une espèce de rongeurs de la famille des Echimyidae. Ce petit mammifère est un rat épineux arboricole brésilien. L'Union internationale pour la conservation de la nature (IUCN) suppose qu'il y est encore abondant le long de la côte est.
Cette espèce a été décrite pour la première fois en 2002 par les zoologistes Louise Emmons, Yuri Luiz Reis Leite, Dieter Kock et Leonora Pires Costa. Elle a été nommée ainsi en hommage au mammalogiste américain James L. Patton. 

## Distribution
Cette espèce est endémique du Brésil. Elle se rencontre du Paraiba à l'État de São Paulo.

## Publication originale
- Emmons, Leite, Kock & Costa, 2002 : A review of the named forms of Phyllomys (Rodentia: Echimyidae) with the description of a new species from coastal Brazil. American Museum Novitates, no 3380, p. 1-40 (texte intégral)